# N308 (België)
De N308 is een gewestweg in de Belgische provincie West-Vlaanderen. De weg verbindt Ieper met de Franse grens bij Oostkappel. De route heeft een lengte van ongeveer 25 kilometer.
Tussen Ieper en Poperinge logt naast de N308 de N38.